# Castell de Sant Marçal (Rosselló)

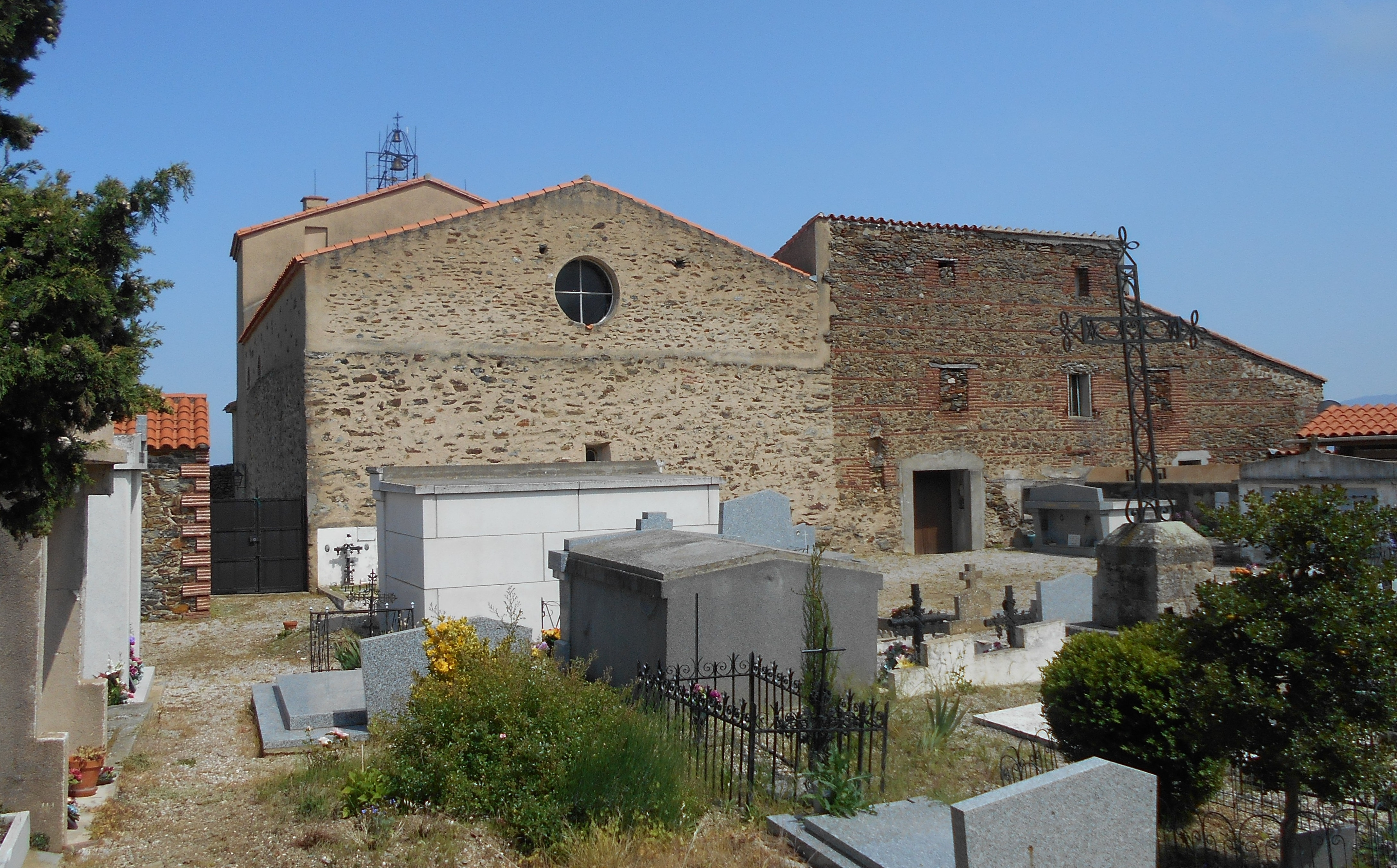
Església i castell de Sant Marçal

El Castell de Sant Marçal era un castell medieval d'estil romànic del segle xi situat en el poble de Sant Marçal, a la comarca del Rosselló (Catalunya del Nord).
Està situat al lloc més elevat de l'indret on es dreça el poble de Sant Marçal, al costat meridional de l'església parroquial de Sant Marçal